# Сегер, Линда
Линда Сегер (англ. Linda Seger) — «сценарный гуру» и консультант по созданию сценариев и фильмов. Стала известной благодаря своему методу анализа фильмов, который она изначально разрабатывала как проект диссертации для колледжа. Она консультировала более чем 2000 сценариев, проводила семинары в более чем 30 странах на 6 континентах.
Линда Сегер автор нескольких книг, включая бестселлеры «Как хороший сценарий сделать Великим» и в 2009: «Духовные шаги на пути к успеху».
Постоянный автор The Huffington Post. При этом она всего лишь в одном фильме выступала в качестве сценариста. 
Образование:  четыре года изучения английского языка на степень бакалавра, год изучения на магистра театрального искусства. Далее опять год магистратуры по специальности "Религия и искусство", докторская диссертация по направлению "Драма и богословие" и опять степень магистра по Религии феминизма.